# 梅爾文代爾 (密歇根州)
梅爾文代爾（英語：Melvindale）是一個位於美國密歇根州韋恩縣的城市。

## 人口
根據2020年美國人口普查的數據，梅爾文代爾的面積為7.13平方千米，當中陸地面積為7.06平方千米，而水域面積為0.06平方千米。當地共有人口12851人，而人口密度為每平方千米1,802人。